# Pucov
Pucov är en ort i Tjeckien.   Den ligger i regionen Vysočina, i den sydöstra delen av landet, 160 km sydost om huvudstaden Prag. Pucov ligger 452 meter över havet och antalet invånare är 121.
Terrängen runt Pucov är platt. Runt Pucov är det ganska tätbefolkat, med 56 invånare per kvadratkilometer. Närmaste större samhälle är Náměšť nad Oslavou, 4,6 km söder om Pucov. Trakten runt Pucov består till största delen av jordbruksmark.